# Sociedade Histórica Turca

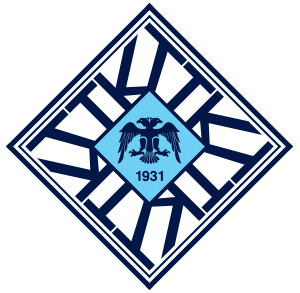
Logotipo turco Tarih Kurumu

A Sociedade Histórica Turca (em turco:  Türk Tarih Kurumu, TTK) é uma sociedade para estudo e pesquisa da história da Turquia e do povo turco fundada em 1931 por iniciativa de Mustafa Kemal Atatürk, com sede em Ancara, Turquia.

## Publicações
O instituto publica regularmente um boletim chamado Belleten.

## Presidentes
O primeiro presidente da instituição foi M. Tevfik Biyiklioğlu.
E o mais recente foi Yusuf Halaçoğlu, que foi destituído em julho de 2008.
Especula-se que a decisão reflita no desejo do governo em se reaproximar da Armênia. Pouco antes da decisão, o ministro do exterior Ali Babacan cumprimentou Armen Martirossian, embaixador da Armênia na ONU, em uma recepção relacionada à adesão temporária da Turquia ao Conselho de Segurança da ONU. Antes disso, o presidente armeno, Serzh Sargsyan, havia convidado o presidente turco, Abdullah Gül, para uma partida classificatória da Copa do Mundo entre as seleções dos dois países.
O sucessor de Halaçoğlu, Ali Birinci, assumiu em agosto de 2008.